# Université de Louisiane à Lafayette
L'université de Louisiane à Lafayette (en anglais : University of Louisiana at Lafayette), est une université publique américaine, située principalement dans la ville de Lafayette, dans l'État de la Louisiane et dans le cœur de l'Acadiane.

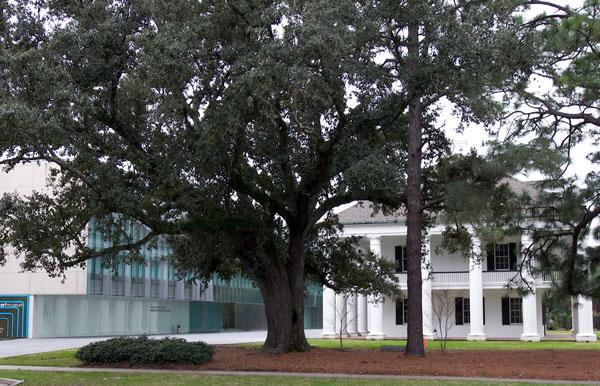
Le Paul and Lulu Hilliard University Art Museum.

## Personnalités liées à l'université
Plusieurs professeurs ayant enseigné à l'université sont publiquement connus. Par exemple, John Kennedy Toole est l'auteur de A Confederacy of Dunces, Ernest Gaines a été nommé pour un prix Nobel en littérature et un prix Pulitzer en fiction, Paul Prudhomme est un chef cuisinier reconnu, Elemore Morgan, Jr. est un peintre paysagiste de renommée internationale et Burton Raffel est un poète connu pour sa traduction de Don Quichotte.

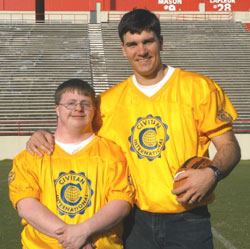
Jake Delhomme, quart-arrière de la NFL.
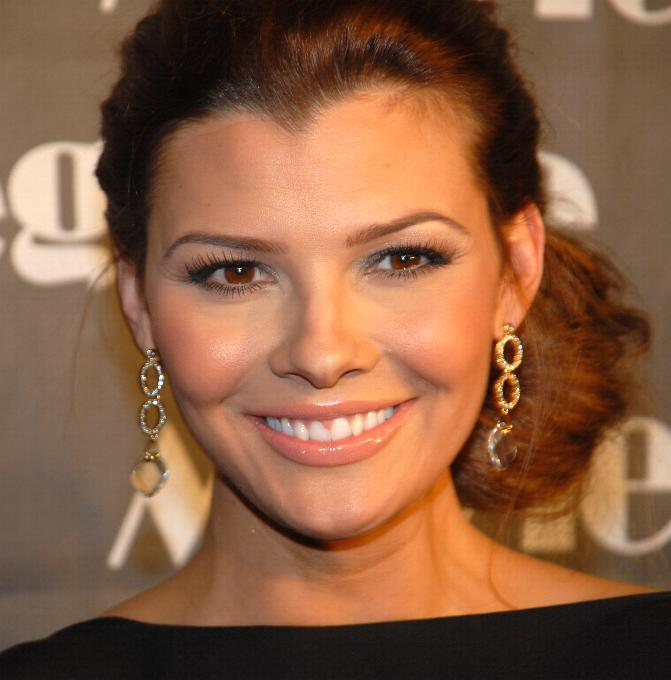
Ali Landry, ancienne Miss USA (1996), mannequin et actrice.